# لوسيل
لوسيل مدينة حديثة شُيّدت شمال مدينة الدوحة عاصمة دولة قطر. وتبلغ المساحة الإجمالية لمدينة لوسيل 38 كيلومتراً مربعاً وتوجد بها 4 جزر و19 منطقة تجارية، سكنية وترفيهية متعددة الاستخدامات، لتجعل منها مدينة متكاملة بها أماكن للترفيه وأماكن سكنية ومرافق عامة وتستوعب مدينة لوسيل 200 ألف ساكن و170 ألف موظف، ويمكن للمدينة أن تستقبل 80 ألف زائر، لتحتضن بذلك 450 ألف نسمة وتضم العديد من المنشآت، والوحدات السكنية والمكاتب مختلفة المساحات وتشتمل على 22 فندقاً من أعلى طراز وبمختلف التصانيف العالمية للنجوم، بحيث تصبح عنصراً لجذب الاستثمار إلى دولة قطر وتضم مدينة لوسيل كلاً من مدينة الطاقة والمدينة الترفيهية كما ويحدها من الجنوب الشرقي مشروع لؤلؤة قطر.
وجاءت مدينة لوسيل كمشروع يتوافق مع رؤية قطر الوطنية وتهدف الرؤية إلى تحويل قطر بحلول عام 2030 إلى دولة متقدمة قادرة على تحقيق التنمية المستدامة وعلى تأمين استمرار العيش الكريم لشعبها جيلاً بعد جيل، مع المحافظة على التقاليد التي تعد من أهم التحديات التي تواجه العديد من المجتمعات في عالم يتسم بالتحول نحو العولمة وزيادة التفاعل بين الشعوب. حيث يحمل المشروع في كل أجزائه طابعاً تتناغم فيه التقاليد القطرية مع فنون العمارة الإسلامية بأسلوب معاصر. وتم اعتماد منهج يراعي بدقة متناهية أعلى معايير جودة التصميم من الناحيتين الجمالية والمعمارية مع المحافظة على البيئة وإعلان مدينة لوسيل كأول مدينة خضراء في قطر.

## رؤية مدينة لوسيل
"تنطلق مدينة لوسيل من رؤية عامة لشركة الديار القطرية التي تتطلّع لتصبح شركة الاستثمار العقاري الرائدة في العالم، مع التزاماتها الرئيسية تجاه المجتمع، من خلال تحسين نوعية الحياة وسبل المعيشة والالتزام بالمعايير العالمية. أما مدينة لوسيل نفسها فتضع لها هدفاً رئيسياً ألا وهو بناء مجتمع متطور ومزدهر ومتناغم أيضاً عن طريق إحداث التوازن بين جماليات البناء وبين حاجة الأشخاص لجعل الناس يعيشون معاً في مجتمع ذكي وملهم."

## تاريخ مدينة لوسيل
لوسيل مدينة لها تاريخ يجمع قيم وأصالة المكان الذي يعكس التراث القطرى، وعلى الرغم من أن مدينة لوسيل هو اسم لأحد أنواع الزهور النادرة التي تنمو في أرض قطر، إلا أن المدينة استمدت اسمها من تاريخ المكان الذي ارتبط بوجود قلعة مؤسس دولة قطر الحديثة الشيخ جاسم بن محمد آل ثاني، والتي كانت تعرف بقلعة لوسيل، حيث كان يدير الحكم منها، والمدينة تقع في منطقة قريبة من موقع القلعة القديمة.

## المدينة الترفيهية
المدينة الترفيهية في لوسيل شمال شرقي الدوحة عاصمة دولة قطر تضم مدينة الترفية مشاريع ترفيهية وعائلية تتنوع ما بين المجمعات التجارية والألعاب والسينمات والمسارح وتضم مساحات خضراء شاسعة.
ومن أشهر معالم المدينة الترفيهية بلاس فاندوم على مساحة 800 الف متر مربع جدا مستوحاة من اسمه من المقاطعة الباريسية التي تحمل نفس الاسم، وهو يذكّر بشارع التسوق الباريسي الراقي الشهير رو دو لا بيه (طريق السلام) التي تشكل مقاطعة بلاس فاندوم نقطة الانطلاق نحوه في فرنسا بالإضافة إلى بوليفارد الازياء ونوفو سينماز ومتاجر ذات العلامة العالمية مثل فيرساتشي ودولتشي اند غابانا وكلوي وماركة الاسبانية-الفرنسية الشهيرة ((بالنسياغا)) وأماكن ترفيه واستجمام ورفاهية تشكّل جميعها وجهة متكاملة للعائلات على شاطئ البحر بالإضافة إلى شقق فندقية ذات العمارة الفرنسية وعددها 150 شقة وفندقين من فئة خمس نجوم ومواقف للسيارات تحت الأرض تتسع ل8000 سيارة تخدم كل من فاندوم مول وفندقين وشقق سكنية ويمكن انتقال إلى بلاس فاندوم عن طريق ترام لوسيل وهو قطار خفيف مخصص لمدينة الوسيل يعمل بالكهرباء سواء من مدينة الطاقة أو من سيف الوسيل
وهما منطقتان قريبتان إلى بلاس فاندوم. وقد بدء الإنشاء بلاس فاندوم في مارس من عام 2014 على ان يفتتح عام 2021

## مواضيع ذات صلة
- لؤلؤة قطر
- أبراج كتارا
- أستاد لوسيل
- جامعة لوسيل

## وصلات خارجية
- موقع لوسيل الرسمي
- موقع المدينة الترفيهية في قلب مشروع لوسيل